# Stadion Dr. Václava Vacka

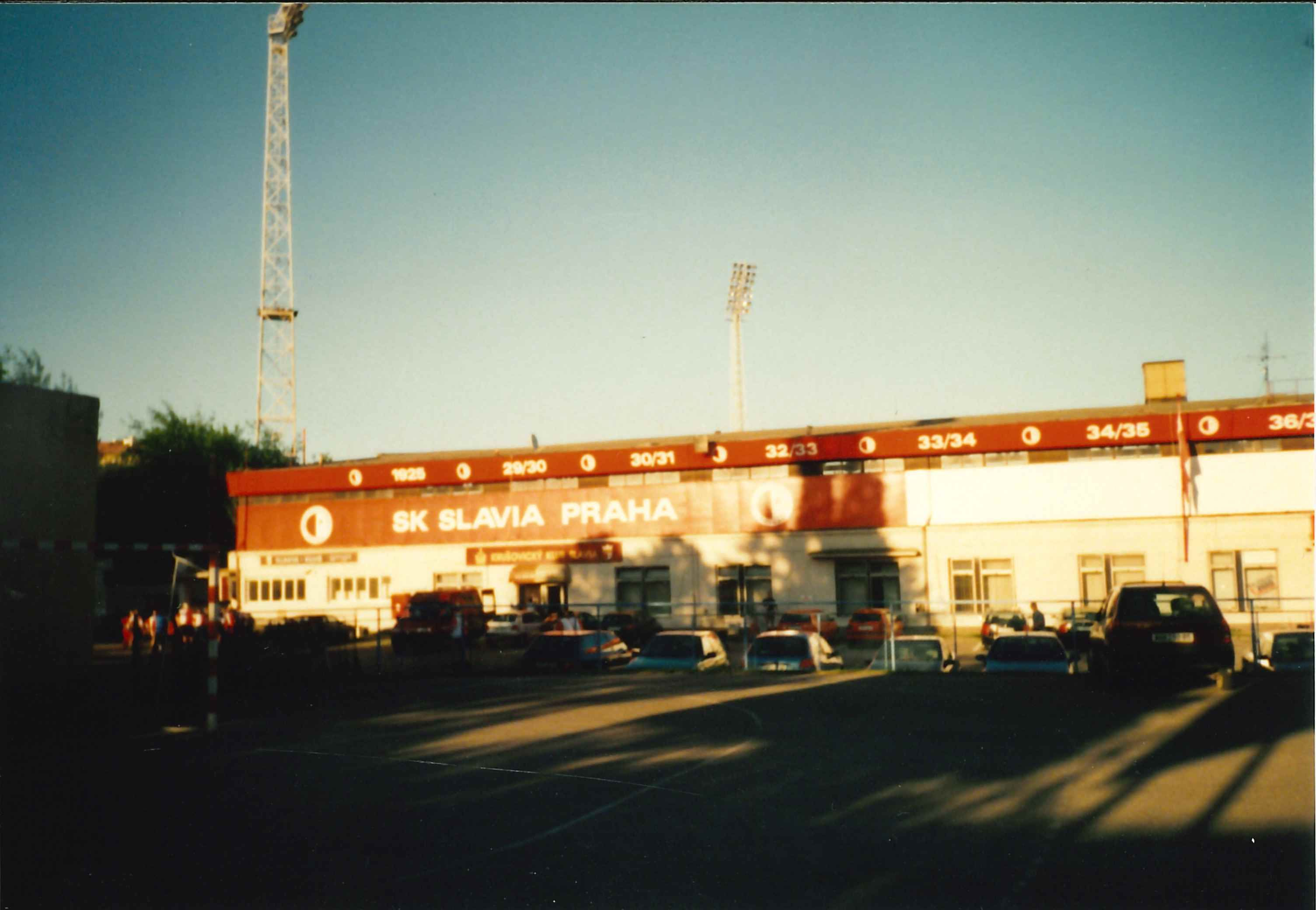
stav na konci užívání, cca rok 2000

Stadion Eden, v letech 1953–1990 nazývaný Stadion Dr. Václava Vacka, byl sportovní stadion v Praze 10 – Vršovicích, který stál v letech 1953–2003. Vystavěn byl v roce 1953 pro fotbalový klub SK Slavia Praha, původní kapacita stadionu byla 38 000 diváků a to primárně na stání.
Od 70. let 20. století přestával vyhovovat požadavkům, po nedokončené přestavbě na počátku 90. let byla jeho kapacita snížena. Poslední prvoligové zápasy se na něm odehrály v roce 2000, zbořen byl v prosinci 2003. Na jeho místě byla v roce 2008 otevřena Eden Aréna, která slouží pro zápasy Slavie a další kulturní a sportovní akce.

## Historie
Na konci 40. let 20. století byla Slavia donucena opustit čerstvě dostavěný stadion na Letné, protože byl na jeho místě vybudován Stalinův pomník. Po několika letech, kdy Slavia hostovala na různých hřištích v Praze, byl postaven nový stadion v Edenu v Praze 10 – Vršovicích. Kapacita stadionu byla přibližně 38 000 diváků a stadion také obsahoval atletickou dráhu. Dřevěná západní (hlavní) tribuna byla převezena ze starého stadionu na Letné, ostatní tribuny na stání byly vybudovány nově z betonu.
Stadion byl pojmenován Stadion Dr. Václava Vacka po tehdejším komunistickém primátorovi Prahy Václavovi Vackovi. První utkání na novém stadionu bylo odehráno 27. září 1953. Slavia remizovala 1:1 proti celku Křídla vlasti Olomouc, první gól domácích vstřelil Josef Bican. Stadion nebyl ještě zcela dokončený a diváci se museli prodírat na tribuny bahnem. Trávník byl neodborně položený a podepsal se na něm fakt, že na místě stadionu byl původně rybník; tráva brzy odumřela a bylo nutné položit trávník nový. I stadion samotný byl postavený nekvalitně, s množstvím vad a nedodělků - zdi byly podmáčené, na jediné kryté tribuně kapal na diváky asfalt, kotelna byla zcela nevyhovující...
Dne 14. února 1962 zde odehrál tým FK Dukla Praha svůj domácí zápas čtvrtfinále PMEZ proti Tottenhamu Hotspur (1:0), neboť jeho stadion Juliska nedisponoval dostatečnou kapacitou vůči diváckému zájmu (toto utkání v Edenu sledovalo 32 475 diváků).
Rekordní návštěva přes 40 000 diváků do Edenu přišla v roce 1965 na zápas druhé ligy s Plzní rozhodující o postupu do první ligy.
Od začátku roku 1967 do května 1969 zde hrála své domácí zápasy Sparta, neboť její stadion na Letné procházel náročnou rekonstrukcí. Dne 20. března 1968 zde odehrála i domácí odvetu čtvrtfinále PMEZ proti Realu Madrid, ve které zvítězila 2:1.

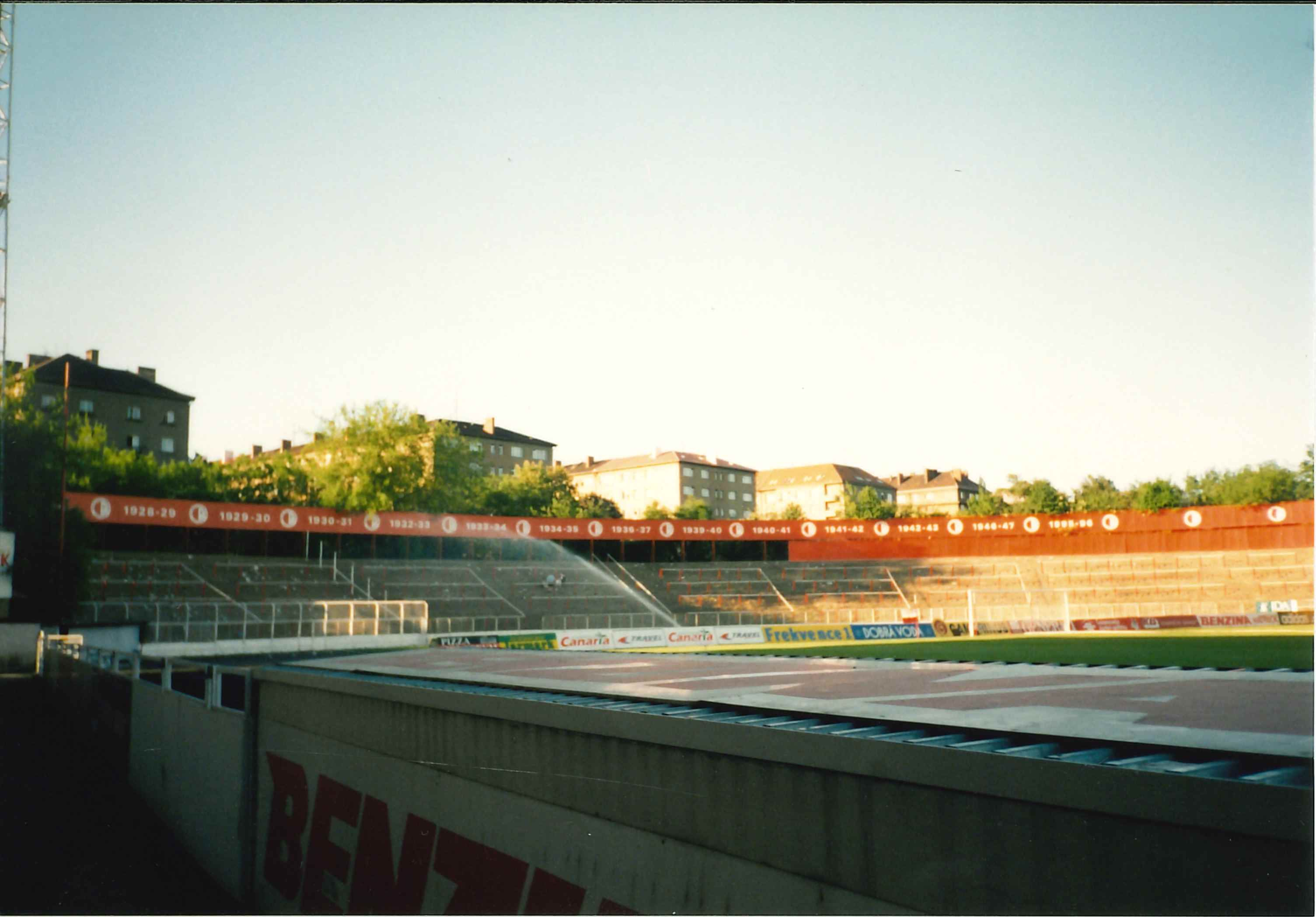
stav na konci užívání, cca rok 2000

V 70. letech 20. století už bylo zřejmé, že stadion nenabízí dostatečný komfort pro návštěvníky a začalo se plánovat vybudování nového stadionu na stejném místě. Bylo připraveno několik projektů, příprava se ale kvůli administrativním problémům protahovala a stadion postupem času chátral. Věci se daly do pohybu v roce 1989. Slavia se dočasně přesunula na nedaleký stadion v Ďolíčku (domovský stadion FC Bohemians Praha) a východní tribuna stadionu na Edenu byla stržena. Společenské změny po pádu komunistického režimu v roce 1989 však stavbu zbrzdily. Slavia se přesunula na Stadion Evžena Rošického na Strahově, který je větší, ale nepohodlný a hůře přístupný. Nakonec byl projekt úplně zrušen a Slavia se přesunula zpět na svůj starý stadion, nově pojmenovaný Stadion Eden. Na místě stržené východní tribuny byla postavena dočasná tribuna, ale bylo jasné, že Eden je zastaralý a Slavia potřebuje zcela nový stadion. Bylo připraveno několik dalších projektů, ale Slavia nebyla schopna získat dostatečné množství finančních prostředků a také nastaly právní problémy – pozemky v Edenu byly vlastněné státem a jejich převod na Slavii se protahoval.
Od roku 1998 byl stadion nezpůsobilý pro utkání evropských pohárů, od roku 2000 se na něm nemohly hrát ani ligové zápasy. Poslední zápas na stadionu v Edenu odehrála Slavia 13. května 2000 proti Českým Budějovicím (4:1) a poslední gól zde vstřelil z trestného kopu Pavel Horváth. Poté se Slavia musela opět přestěhovat na Stadion Evžena Rošického a Eden osiřel.

## Nový stadion
V letech 2003 až 2004 byl starý nepoužívaný stadion stržen a na podzim 2006 začala stavba nového stadionu na stejném místě. Eden Aréna byla otevřena v květnu 2008.